# Andrés Rey de Artieda
Andrés Rey de Artieda (Valencia, 1549 - Valencia, 16 de noviembre de 1613)fue un militar, abogado, poeta y dramaturgo español del Siglo de Oro.

## Biografía
Era hijo de un notario aragonés, Juan Rey de Artieda, natural de Tauste, que había llegado a Valencia en 1543 y se había avecindado en ella en 1548; Martí Grajales hace nacer al escritor en 1544 y Merimée y Juliá, por el contrario, en 1549. Fue un poeta tan precoz que a los catorce años ya mereció los elogios de Gaspar Gil Polo en el Canto del Turia. Asimismo, sus obras fueron elogiadas por Lupercio Leonardo de Argensola, Lope de Vega en el Laurel de Apolo y por Cervantes en el Canto de Calíope en el Libro VI de La Galatea en el Viaje del Parnaso. Perteneció a la valenciana Academia de los Nocturnos, congregada en torno al noble Bernardo Catalá de Valeriola entre 1591 y 1594, con el nombre poético de Centinela; el ayuntamiento levantino contó con él frecuentemente para decorar con sus versos algunos actos y festividades del mismo. 
Bachiller en Artes el 22 de octubre de 1563, empezó a estudiar Derecho en las Universidades de Lérida y Tolosa entre 1565 y 1566, pero abandonó los libros para servir con las armas a Felipe II y a Felipe III. Con el grado de capitán de infantería sirvió más de treinta años peleando en Lepanto (1571), donde recibió tres heridas; Navarino, Mequinenza, Fünden, donde, según cuenta Moratín en sus Orígenes del teatro español, pasó a nado el Elba con la espada en la boca a la vista del ejército enemigo; en el socorro de Chipre y en otros varios encuentros. No fue hasta el 6 de octubre de 1574 que obtuvo el grado de Bachiller en Leyes por la Universidad de Toulouse. Ese mismo año se casó en Valencia con Catalina Monave, de la que tuvo cuatro hijos, Miguel, Andrés, Teodora y Andrea. A fines de 1585 ya poseía el grado de doctor en in utroque iure, es decir, en ambos derechos, civil y canónico. En su Epístola al marqués de Cuéllar indica que además explicó Astrología en la Universidad de Barcelona en algún momento de su vida.

## Obras
Reunió sus obras poéticas en Discursos, epístolas y epigramas de Artemidoro (Zaragoza, 1605), donde se declara admirador de Horacio y Ludovico Ariosto; la obra se divide en cuatro secciones, "Libro de la vanidad del mundo", "Tratado de cartas misivas", "Libro de sonetos" y "Obra espiritual". Destacan los sonetos, como el famoso Como a su parecer la bruja vuela.... Se han perdido sus Octavas a la venida de la Majestad del Rey don Felipe nuestro señor a la insigne ciudad de Valencia, impresas en ese mismo año de 1568. Otras colaboraciones poéticas suyas se encuentran en El Prado de Valencia de Gaspar Mercader (1606); en la Vida y obras maravillosas de Nicolás Factor de Cristóbal Moreno (1586); en la Historia de las grandezas y cosas maravillosas de las provincias orientales de Martín de Bolea y Castro (1601); en Los sagrados misterios del Rosario de Francisco de Segura (Zaragoza, 1602); en El solitario poeta del licenciado Alonso de la Sierra (Zatagoza, 1605); en La hija de la Celestina de Alonso Jerónimo de Salas Barbadillo (Zaragoza, 1612) y en los manuscritos 3-795-97 de la Biblioteca Nacional y en el Códice Ricardiano 3.358, aparte de en las Actas de la Academia de los Nocturnos. Sus obras dramáticas se han perdido, salvo su tragedia en cuatro actos, con interesante prólogo, Los amantes (Valencia: Viuda de Pedro de Huete, 1581), primera de una larga serie de obras dramáticas (Tirso de Molina, Juan Pérez de Montalbán y Juan Eugenio Hartzenbusch) que tomó por asunto la historia de los Amantes de Teruel. Se le atribuyen otras obras de las que solamente se conocen los títulos: Los encantos de Merlín, atribuida por Agustín de Rojas en El viaje entretenido; El príncipe constante (y no vicioso, como se suele citar) y Amadís de Gaula.
No ha sido estudiado suficientemente el influjo ejercido por Rey de Artieda sobre Cervantes. 
Hay ediciones modernas de las obras de Rey de Artieda en los volúmenes XXXV y XLII de la Biblioteca de Autores Españoles.